# Hohes Kreuz (Naturschutzgebiet)
Das Naturschutzgebiet Hohes Kreuz liegt im Ilm-Kreis in Thüringen. Das Naturschutzgebiet liegt im Thüringer Wald.

## Lage und Geologie
Das Naturschutzgebiet Hohes Kreuz liegt nordwestlich von Stadtilm, in der Nähe zur Verbindung nach Wüllersleben. Die Böden befinden sich auf einer Muschelkalkplatte und bestehen aus kalkigem und tonigem Mergel. Das Plateau ist mit Löss bedeckt und etwas 5 Grad geneigt. Außerdem findet man Böden mit Parabraunerden und Pseudogley.
Das Gebiet besteht aus einem Restwaldkomplex zwischen landwirtschaftlich genutzten Flächen.

## Arten
Die Vegetation setzt sich aus Pflanzen mit teils subkontinentalen und teils präalpinen Standortbedürfnissen zusammen, was aufgrund regionalklimatischer Einflüsse durch das Mittelgebirge möglich ist. So findet man einerseits Winterlinde, Elsbeere, Wolligen Schneeball und Feldahorn und andererseits Bergahorn, Bergflockenblume und Fuchssches Greiskraut.
Bereiche, die grundwasserfern sind, sind häufig mit Eichen-Hainbuchenwald bedeckt. Hier besteht die Baumschicht beispielsweise aus Traubeneiche, Winterlinde, Vogelkirsche, Spitzahorn, Elsbeere, Hängebirke und Hainbuche. In der Strauchschicht sind unter anderem Hasel und rote Heckenkirsche zu finden.
Das Naturschutzgebiet Hohes Kreuz ist ein Brutgebiet für verschiedene Vögel, wie Mäusebussard, Habicht, Rotmilan, Waldohreule, Buntspecht, Pirol, Sumpf- und Weidenmeise, Waldlaubsänger und Gelbspötter.

## Bedeutung
Das rund 10,5 ha große Gebiet mit der Kennung 058 wurde im Jahr 1961 unter Naturschutz gestellt.